# Polnische Badmintonmeisterschaft 2014
Die Polnische Badmintonmeisterschaft 2014 fand vom 8. bis zum 11. Mai 2014 in Białystok statt. Es war die 50. Austragung der Titelkämpfe.

## Medaillengewinner
| Disziplin    | Gold                                  | Silber                                   | Bronze                                    |
| ------------ | ------------------------------------- | ---------------------------------------- | ----------------------------------------- |
| Herreneinzel | Przemysław Wacha                      | Michał Rogalski                          | Mateusz Dubowski                          |
| Herreneinzel | Przemysław Wacha                      | Michał Rogalski                          | Adrian Dziółko                            |
| Dameneinzel  | Anna Narel-Ościłowicz                 | Weronika Grudzina                        | Dorota Grzejdak                           |
| Dameneinzel  | Anna Narel-Ościłowicz                 | Weronika Grudzina                        | Martyna Poprzeczko                        |
| Herrendoppel | Łukasz Moreń Wojciech Szkudlarczyk    | Adam Cwalina Michał Łogosz               | Hubert Pączek Jan Rudziński               |
| Herrendoppel | Łukasz Moreń Wojciech Szkudlarczyk    | Adam Cwalina Michał Łogosz               | Miłosz Bochat Paweł Pietryja              |
| Damendoppel  | Agnieszka Wojtkowska Aneta Wojtkowska | Małgorzata Janiaczyk Aleksandra Wałaszek | Weronika Grudzina Magdalena Witek         |
| Damendoppel  | Agnieszka Wojtkowska Aneta Wojtkowska | Małgorzata Janiaczyk Aleksandra Wałaszek | Kamila Augustyn Monika Bieńkowska         |
| Mixed        | Robert Mateusiak Agnieszka Wojtkowska | Łukasz Moreń Kamila Augustyn             | Wojciech Szkudlarczyk Aleksandra Wałaszek |
| Mixed        | Robert Mateusiak Agnieszka Wojtkowska | Łukasz Moreń Kamila Augustyn             | Paweł Pietryja Aneta Wojtkowska           |